# کاروانسرای دهدز
کاروانسرای دهدز مربوط به دوره صفوی است و در شهرستان ایذه، بخش دهدز، شهر دهدز، جنب دادگاه عمومی شهر واقع شده و این اثر در تاریخ ۲۶ اسفند ۱۳۸۷ با شمارهٔ ثبت ۲۵۹۷۷ به‌عنوان یکی از آثار ملی ایران به ثبت رسیده است.